# Les Côtes-de-Sassenage
Pour un article plus général, voir Sassenage.
Les Côtes-de-Sassenage englobent l'ensemble de la partie haute de la commune de Sassenage, en Isère, au-dessus du niveau de la vallée grenobloise. Leurs habitants habitent le lotissement Rivoire de la Dame, les Côtes proprement dites qui constituent la partie la plus ancienne, ainsi que les Grandes Côtes, formées par l'ensemble des éparses et plus rares habitations de la partie en plus haute altitude des côtes de Sassenage.

## Lieux d'intérêt
- Les cuves de Sassenage : les célèbres cuves de Sassenage, qui sont ouvertes aux visiteurs sur un kilomètre font partie des Sept merveilles du Dauphiné.
- Abri-sous-roche de la Grande Rivoire, site archéologique préhistorique étudié depuis 1990.
- Le Furon : le torrent Sassenageois à l'origine des Cuves, très apprécié des habitants des Côtes qui vont s'y baigner en été, mais aussi des amateurs de canyoning.
- Le château de Beaurevoir : datant du XIXe siècle et construit dans le style baroque. Il est bâti dans le parc d'un plus ancien château aujourd'hui en ruine, datant du XIIe siècle.
- L’église Notre-Dame des vignes : bâtie entre le VIIIe et le Xe siècle, elle fait partie des plus vieux bâtiments des Côtes de Sassenage.
- Le château des Côtes

## Représentation dans la peinture

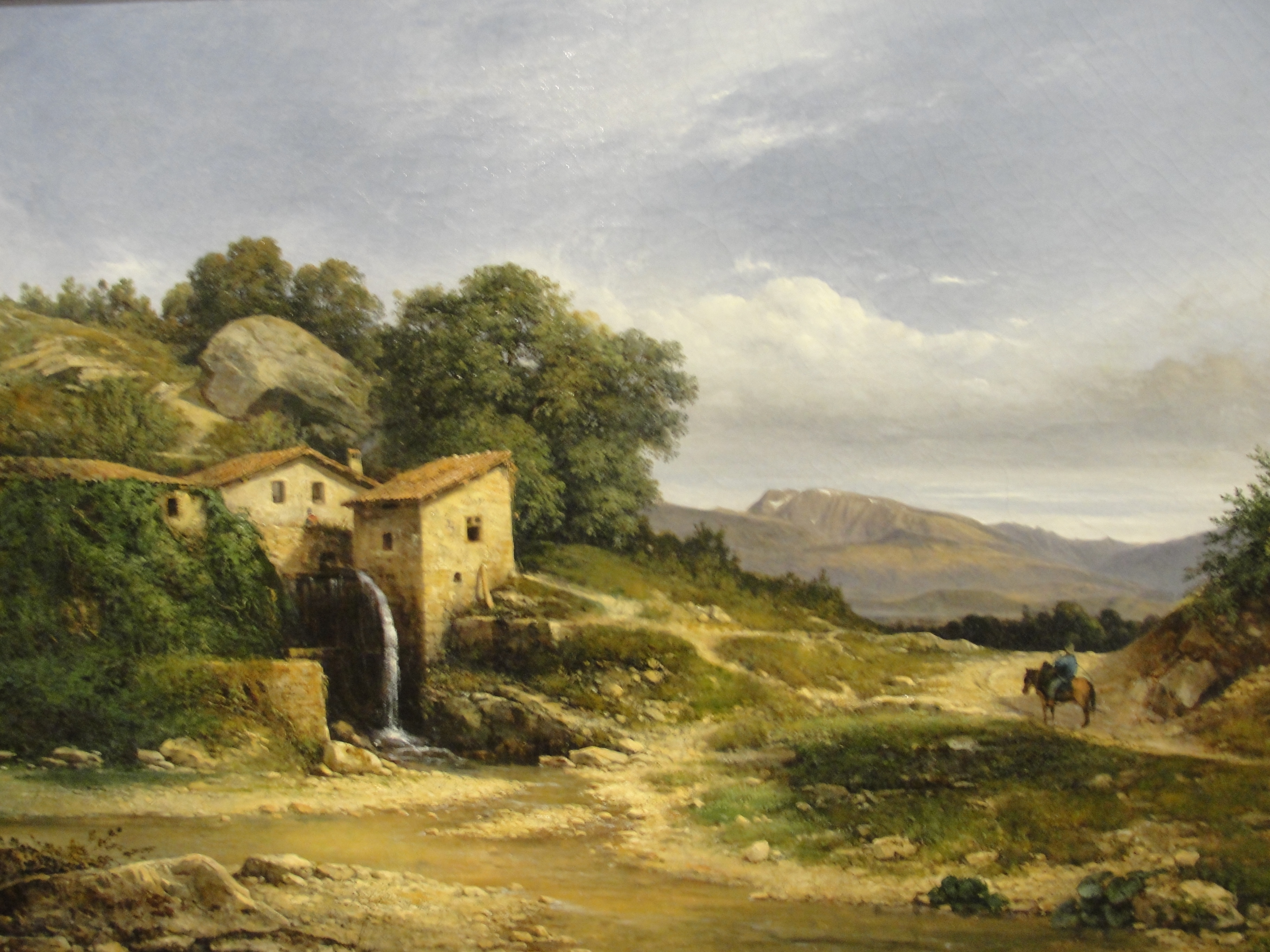
« Les Côtes » autour de 1850 par Jean Achard (1807–1884).

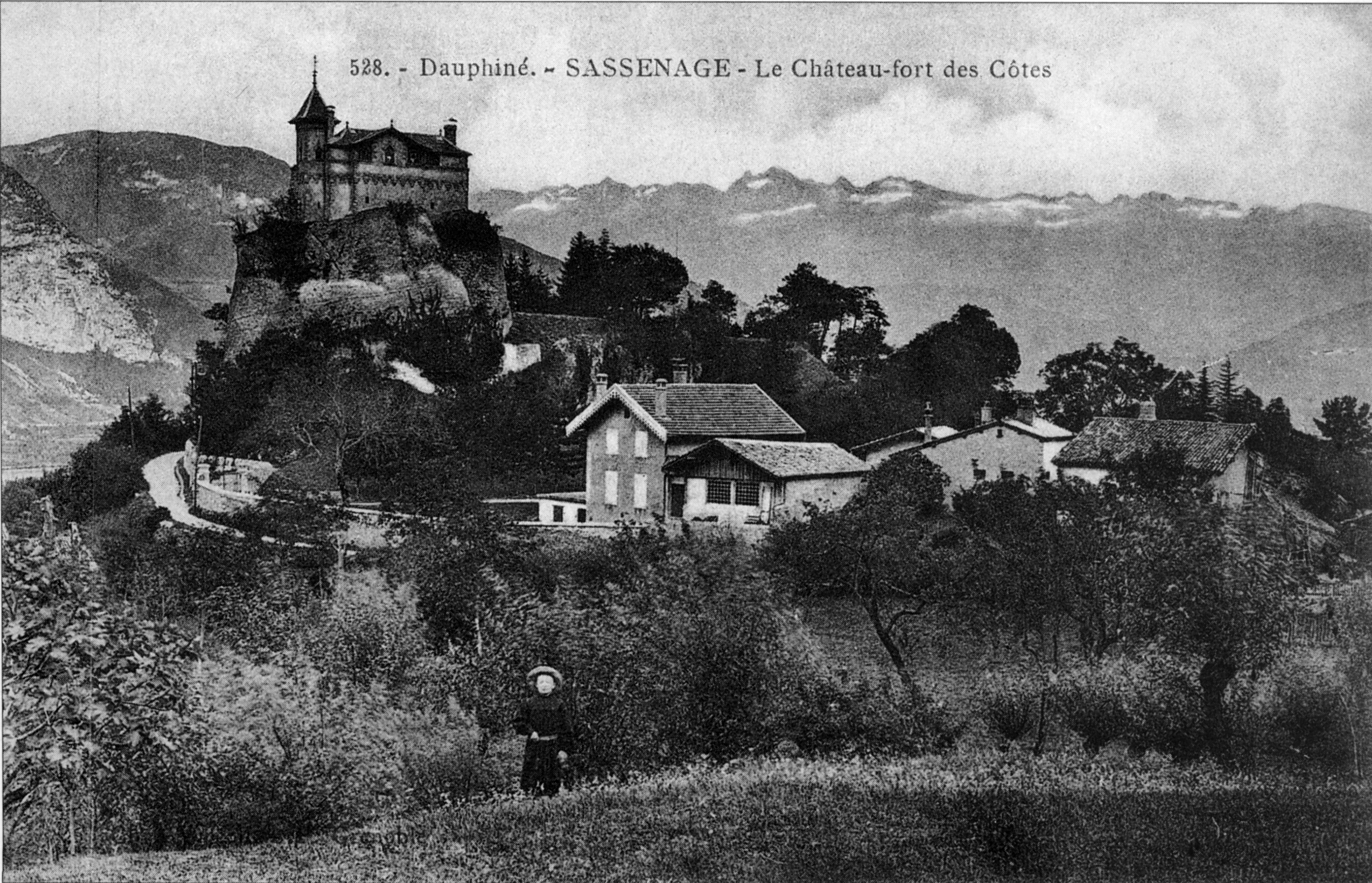
Le hameau et le château-fort des Côtes au début du XXe siècle.